# Seleção Norueguesa de Futebol Sub-20
A Seleção Norueguesa de Futebol Sub-20, também conhecida por Noruega Sub-20, é a seleção norueguesa de futebol formada por jogadores com idade inferior a 20 anos.